# Silene sojakii
Silene sojakii är en nejlikväxtart som beskrevs av Melzh. Silene sojakii ingår i släktet glimmar, och familjen nejlikväxter. Inga underarter finns listade i Catalogue of Life.